# Villefranche-d’Allier
Villefranche-d’Allier település Franciaországban, Allier megyében. Lakosainak száma 1265 fő (2022. január 1.). Villefranche-d’Allier Bézenet, Deneuille-les-Mines, Doyet, Murat, Saint-Priest-en-Murat, Sauvagny és Tortezais községekkel határos.

## Népesség
A település népessége az elmúlt években az alábbi módon változott:
| Lakosok száma | 1342 | 1353 | 1394 | 1328 | 1305 | 1283 | 1282 | 1268 | 1265 |
|               | 2013 | 2015 | 2016 | 2017 | 2018 | 2019 | 2020 | 2021 | 2022 |